# Sopot Festival 1986
Sopot Festival 1986 – 23. edycja festiwalu muzycznego odbywającego się w sopockiej Operze Leśnej. Festiwal zorganizowany został w dniach 20–23 sierpnia 1986 roku. Konkurs prowadzili Grażyna Torbicka, Tomasz Raczek i Marek Niedźwiecki (Dni Międzynarodowe i koncert finałowy). Natomiast prowadzącymi Dzień Polski (głosowanie za pośrednictwem ośrodków RTV) byli Marek Jefremienko i Bogumiła Wander. Grand Prix otrzymała Mara Getz za wykonanie piosenki „Hero of My Heart”, będąc tym samym pierwszym od dwudziestu lat reprezentantem Stanów Zjednoczonych, który został tą nagrodą wyróżniony. Gośćmi specjalnymi festiwalu, którzy wystąpili poza konkursem byli: Karel Gott, Bonnie Tyler, Bad Boys Blue, Edyta Geppert, Herrey’s oraz Michał Bajor.

## Gwiazda festiwalu
Organizatorzy sopockiego festiwalu planowali zaprosić takich muzyków jak Rod Stewart i Phil Collins z Wielkiej Brytanii, Ala Jarreau i Jennifer Rush z USA. Zamiast tych nazwisk podczas 23. edycji festiwalu pojawiła się Walijka Bonnie Tyler, zespół Bad Boys Blue i Karel Gott z Czechosłowacji.

## Tło historyczne
Wypadek jądrowy, który nastąpił w nocy z 25 na 26 kwietnia 1986 w reaktorze jądrowym bloku energetycznego nr 4 Czarnobylskiej Elektrowni Jądrowej spowodował, że wielu gości nie dojechało.

## Półfinał
|    | Kraj   | Język  | Wykonawca         | Tytuł                   | Miejsce | Punkty |
| -- | ------ | ------ | ----------------- | ----------------------- | ------- | ------ |
| 01 | Polska | polski | Danuta Błażejczyk | „Taki cud i miód”       | 1       | 24     |
| 02 | Polska | polski | Bajm              | „Dwa serca, dwa smutki” | 1       | 24     |

## Finał (dzień międzynarodowy)
|    | Kraj              | Język      | Wykonawca          | Tytuł                    | Miejsce | Punkty |
| -- | ----------------- | ---------- | ------------------ | ------------------------ | ------- | ------ |
| 01 | Dania             | angielski  | Hanne Boel         | „One more minute”        | 16      | 13     |
| 02 | Szwecja           | angielski  | Dan Tillberg       | „Holiday on the Moon”    | 14      | 17     |
| 03 | Czechosłowacja    | czeski     | Jitka Zelenkova    | „Mame se co rict”        | 8       | 33     |
| 04 | Węgry             | węgierski  | Miklós Varga       | „Európa”                 | 3       | 101    |
| 05 | Finlandia         | fiński     | The Monroes        | „Jeanette”               | 2       | 116    |
| 06 | Bułgaria          | bułgarski  | Kristina Dimitrova | „Wcziera, dnies i utrie” | 15      | 16     |
| 07 | Stany Zjednoczone | angielski  | Alan Roy Scott     | „Thrill of the Chase”    | 13      | 18     |
| 08 | NRD               | niemiecki  | Stern Meissen      | „Eine Nacht”             | 5       | 42     |
| 09 | Kuba              | hiszpański | Anabel Lopez       | „Come se ama una verdad” | 9       | 31     |
| 10 | Australia         | angielski  | Robbie Krupski     | „Sleeping Beauty”        | 4       | 44     |
| 11 | Polska            | polski     | Danuta Błażejczyk  | „Taki cud i miód”        | 7       | 40     |
| 12 | Norwegia          | angielski  | Pernila Walhgren   | „Touch and Go”           | 14      | 17     |
| 13 | Stany Zjednoczone | angielski  | Mara Getz          | „Hero of My Heart”       | 1       | 138    |
| 14 | Irlandia          | angielski  | Francie Conway     | „To the edge of time”    | 12      | 19     |
| 15 | ZSRR              | rosyjski   | Irina Otiewa       | „Istoriya nas”           | 6       | 41     |
| 16 | Włochy            | włoski     | Milk & Coffee      | „Arrivederci amore mio”  | 17      | 9      |
| 17 | Japonia           | japoński   | Shigeru Matsuzaki  | „Oreno – aishikata”      | 10      | 30     |
| 18 | Polska            | polski     | Bajm               | „Dwa serca, dwa smutki”  | 11      | 28     |

## Jury
- Polska: Roman Waschko, Wojciech Trzciński
- Kuba: Aneiro Tano
- ZSRR: Marat Każłajew
- Malta: Robert Cefai
- Węgry: Zsolt Pentz
- Bułgaria: Kiri Avmarow
- NRD: Lutz Kirchenwitz
- Czechosłowacja: Stefan Ladzizinski
- RFN: Walter Kahl
- Chiny: Fu Gengchen
- Belgia: Jos Kloek
- Wielka Brytania: Nigel Wright
- Finlandia: Raimo Henriksson

|                                                            | Głosy w finale                     |        |      |    |       |    |    |    |                |    |    |        |                 |           |    |
| PUNKTY                                                     | Razem                              | Polska | Kuba |    | Malta |    |    |    | Czechosłowacja |    |    | Belgia | Wielka Brytania | Finlandia |    |
| Uczestnicy                                                 | Dania                              | 12     | 2    | –  | –     | –  | –  | –  | 2              | –  | –  | –      | 4               | 1         | 4  |
| Uczestnicy                                                 | Szwecja                            | 17     | 1    | –  | –     | 2  | –  | –  | 1              | –  | 2  | –      | 5               | –         | 6  |
| Uczestnicy                                                 | Czechosłowacja                     | 33     | 4    | –  | 4     | 0  | 5  | –  | 4              | 12 | 4  | –      | –               | –         | –  |
| Uczestnicy                                                 | Węgry                              | 101    | 7    | 7  | 7     | 8  | 12 | 7  | 7              | 7  | 7  | 8      | 8               | 8         | 8  |
| Uczestnicy                                                 | Finlandia                          | 116    | 8    | 8  | 8     | 10 | 8  | 8  | 8              | 8  | 8  | 10     | 10              | 10        | 12 |
| Uczestnicy                                                 | Bułgaria                           | 16     | –    | –  | 3     | –  | 1  | 12 | –              | –  | –  | –      | –               | –         | –  |
| Uczestnicy                                                 | Stany Zjednoczone (Alan Roy Scott) | 18     | –    | 6  | –     | –  | –  | –  | –              | –  | –  | 5      | –               | 7         | –  |
| Uczestnicy                                                 | NRD                                | 42     | 3    | –  | –     | 5  | –  | 1  | 12             | 5  | 12 | –      | –               | –         | 1  |
| Uczestnicy                                                 | Kuba                               | 31     | –    | 12 | –     | 4  | –  | 3  | –              | 1  | –  | 6      | 2               | 4         | –  |
| Uczestnicy                                                 | Australia                          | 44     | –    | 1  | 1     | 6  | 6  | 4  | 3              | 6  | 3  | 7      | 1               | 6         | –  |
| Uczestnicy                                                 | Polska · Danuta Błażejczyk         | 40     | 12   | –  | 6     | –  | 3  | –  | 6              | 4  | –  | –      | –               | –         | 3  |
| Uczestnicy                                                 | Norwegia                           | 17     | –    | –  | –     | 1  | –  | 2  | –              | –  | –  | 1      | 6               | 2         | 5  |
| Uczestnicy                                                 | Stany Zjednoczone · Mara Getz      | 138    | 10   | 10 | 10    | 12 | 10 | 10 | 10             | 10 | 10 | 12     | 12              | 12        | 10 |
| Uczestnicy                                                 | Irlandia                           | 19     | –    | 4  | –     | –  | –  | –  | –              | –  | 1  | 2      | 7               | 5         | –  |
| Uczestnicy                                                 | ZSRR                               | 41     | 5    | 3  | 12    | –  | 4  | 5  | –              | 2  | –  | 3      | –               | –         | 7  |
| Uczestnicy                                                 | Włochy                             | 9      | –    | 2  | –     | 7  | –  | –  | –              | –  | –  | –      | –               | –         | –  |
| Uczestnicy                                                 | Japonia                            | 30     | –    | 5  | 2     | 3  | 7  | 6  | –              | –  | –  | 4      | –               | 3         | –  |
| Uczestnicy                                                 | Polska · Bajm                      | 28     | 6    | –  | 5     | –  | 2  | 0  | 5              | 3  | 5  | –      | –               | –         | 2  |
| Kraje w tabeli są uporządkowane w kolejności występowania. |                                    |        |      |    |       |    |    |    |                |    |    |        |                 |           |    |